# 吉永雅
吉 永雅（キル・ヨンア、英語: Gil Young-ah、朝鮮語: 길영아、1970年4月11日 - ）は、大韓民国の女子バドミントン選手。本貫は海平吉氏。

## 経歴
女子ダブルスと混合ダブルスの2種目で活躍し、オリンピックメダルは合計で3枚。世界選手権でも優勝している。
1996年に現役を引退。
息子に男子のプロバドミントン選手である金元昊がいる。